# بول إلكسندر بارتليت
بول إلكسندر بارتليت (بالإنجليزية: Paul Alexander Bartlett)‏ (13 يوليو 1909 - 19 أبريل 1990)؛ مصور، رسام، شاعر وروائي أمريكي.